# Havengore Island
Havengore Island är en ö i  Foulness civil parish, i distriktet Rochford, i grevskapet Essex, Storbritannien. Den ligger i riksdelen England, i den sydöstra delen av landet, 70 km öster om huvudstaden London. Havengore var en civil parish 1858–1946 när blev den en del av Foulness. Civil parish hade 12 invånare år 1931.